# Asteroide cronosecante
Un asteroide cronosecante è un asteroide del sistema solare la cui orbita interseca quella del pianeta Saturno. Gli asteroidi cronosecanti propriamente detti devono necessariamente presentare un perielio situato all'interno dell'orbita di Saturno, e un afelio situato all'esterno; la lista che segue comprende anche quegli asteroidi che rasentano solamente l'orbita del pianeta, internamente o esternamente, pur non intersecandola mai.
La maggior parte degli asteroidi cronosecanti sono classificati come centauri.

## Prospetto

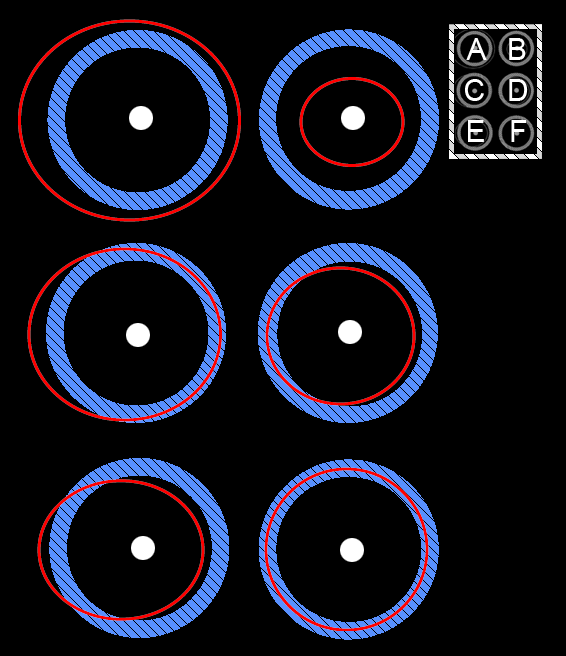
Il grafico mostra le diverse possibili configurazioni orbitali di un asteroide (orbita rossa) rispetto ad un pianeta (orbitante all'interno della fascia azzurra, delimitata da perielio e afelio).
A, B: l'orbita dell'asteroide è esterna (o interna) rispetto a quella del pianeta.
C, D: l'orbita dell'asteroide rasenta esternamente (o internamente) quella del pianeta.
E: l'orbita dell'asteroide interseca quella del pianeta.
F: asteroide e pianeta sono co-orbitali.

- 944 Hidalgo  (radente internamente)
- 2060 Chiron
- 5145 Pholus
- 5335 Damocles
- 8405 Asbolus
- (15504) 1999 RG33
- 20461 Dioretsa
- 31824 Elatus
- 32532 Thereus
- 37117 Narcissus
- 52872 Okyrhoe
- 60558 Echeclus
- (63252) 2001 BL41
- (65407) 2002 RP120